# Gunnar Sjölin
Gunnar Enock Sjölin var en svensk skridskoåkare som tävlade i hastighetsåkning vid vinter-OS 1956 och  1960. Hans bästa resultat var en tolfteplats på 5 000 meter 1956. 1960 kom han på trettiotredje plats på 500 meter och på femtonde plats på 1 500 meter. Därutöver kom han tia sammanlagt vid världsmästerskapen 1955 (åtta på 5000 m), tolva sammanlagt vid europamästerskapen 1956 och sexa sammanlagt (femma på 10 000 m) vid europamästerskapen 1957.